# Kończyce (wieś w województwie kujawsko-pomorskim)
Kończyce – wieś kociewska w Polsce położona w województwie kujawsko-pomorskim, w powiecie świeckim, w gminie Nowe. Według Narodowego Spisu Powszechnego (III 2011 r.) liczyła 267 mieszkańców. Jest ósmą co do wielkości miejscowością gminy Nowe.
Wieś położona jest przy drodze krajowej nr 91. Miejscowość wchodzi w skład sołectwa Morgi. W latach 1975–1998 miejscowość administracyjnie należała do województwa bydgoskiego. W miejscowości znajduje się przepompownia wody.